# هنري سبنسر
هنري سبنسر هو أمين الأرشيف ومبرمج ومهندس كندي، ولد في 1955.